# Arthur Jonath
Karl Arthur Jonath (né le 9 septembre 1909 à Bentrop et décédé le 11 avril 1963 à Neu-Isenburg) est un athlète allemand spécialiste du 100 mètres. Il est le premier détenteur du record d'Europe du 100 mètres en 1932.

## Biographie

### Palmarès
| Date | Compétition           | Lieu        | Résultat | Épreuve   | Performance |
| ---- | --------------------- | ----------- | -------- | --------- | ----------- |
| 1932 | Jeux olympiques d'été | Los Angeles | 3e       | 100 m     | 10 s 4      |
| 1932 | Jeux olympiques d'été | Los Angeles | 2e       | 4 × 100 m | 40 s 9      |

### Records
| Épreuve    | Performance | Date |
| ---------- | ----------- | ---- |
| 100 m      | 10 s 50     | 1932 |
| 200 mètres | 21 s 2      | 1932 |